# Epigonus denticulatus
Epigonus denticulatus är en fiskart som beskrevs av Dieuzeide, 1950. Epigonus denticulatus ingår i släktet Epigonus och familjen Epigonidae. Inga underarter finns listade i Catalogue of Life.